# Natriumisopropylat
Natriumisopropylat ist eine chemische Verbindung aus der Gruppe der Alkoholate.

## Gewinnung und Darstellung
Natriumisopropylat kann durch Reaktion von Natriumdispersionen mit Isopropylalkohol bei Zimmertemperatur hergestellt werden.

## Verwendung
Natriumisopropylat wird für die Herstellung von Zwischenprodukten für Arzneistoffe und andere chemische Verbindungen verwendet. Es ist Bestandteil von Alfin-Katalysatoren für Polymerisationen zu Polybutadien und anderen Polymeren.